# Cranbrook & Sissinghurst
Cranbrook & Sissinghurst är en civil parish i grevskapet Kent i sydöstra England. Den ligger i distriktet Tunbridge Wells och utgörs av orterna Cranbrook, Sissinghurst samt Hartley. Civil parishen hade 6 682 invånare vid folkräkningen år 2021. Namnet var före 2009 enbart Cranbrook.